# Wojciech Piechowski

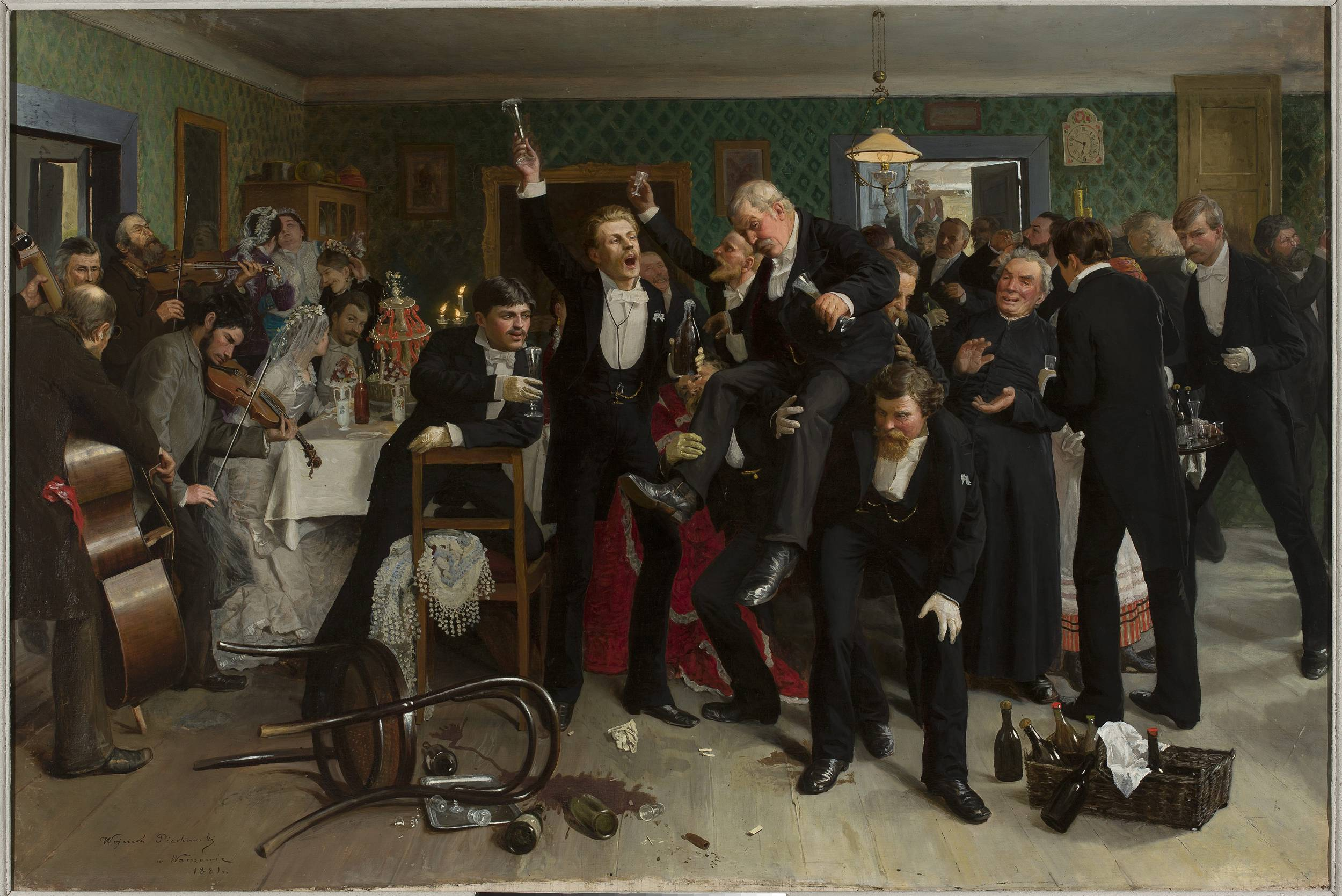
Weselny toast, 1881

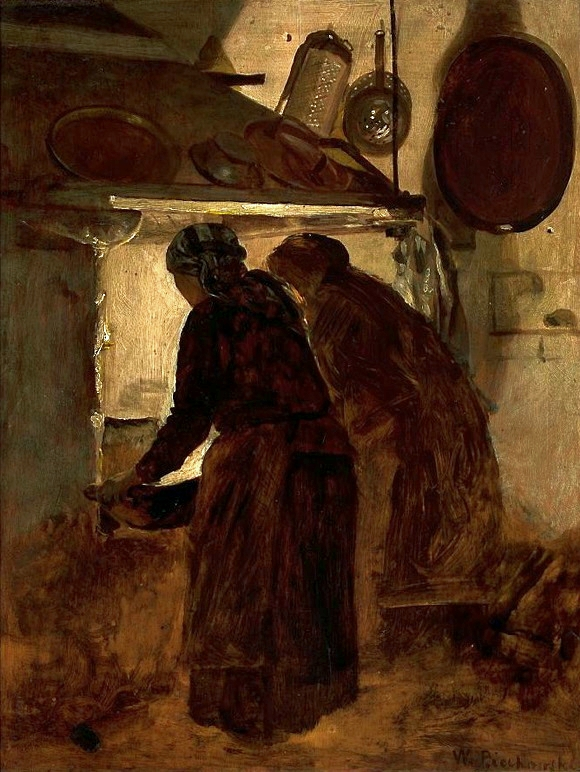
Kobiety przy piecu, 1888

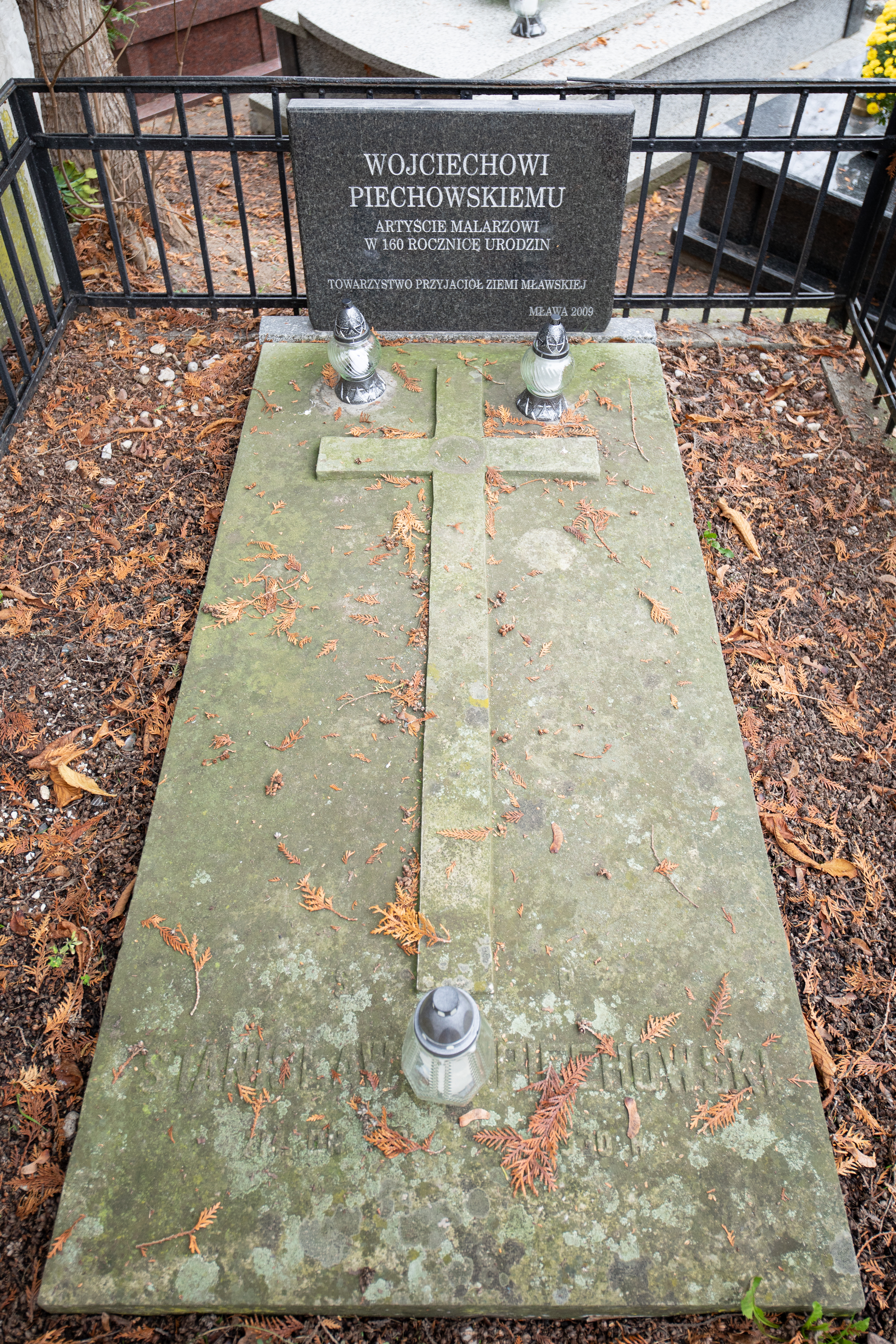
Tablica upamiętniającą Wojciecha Piechowskiego na grobie jego brata Stanisława na cmentarzu parafialnym w Mławie

Wojciech Piechowski (ur. 23 kwietnia 1849 w Nosarzewie Borowym, zm. 13 listopada 1911 koło Skłót) – polski malarz i fotograf.

## Życiorys
Wojciech Piechowski był pierwszym dzieckiem Michała i Elżbiety Piechowskich, wywodzących się mławskiej szlachty. Ukończył szkołę podstawową w Mławie oraz gimnazjum we Włocławku. W latach 1869–1871 uczęszczał do Szkoły Sztuk Pięknych w Warszawie, gdzie zaprzyjaźnił się z Józefem Chełmońskim i Antonim Adamem Piotrowskim. Po jej ukończeniu w 1873 roku wraz z Kazimierzem Alchimowiczem oraz Romanem Szwoynickim wyjechał do Monachium, gdzie uczył się m.in. u Józefa Brandta (w końcu października 1873 r. zgłosił się do Akademii Sztuk Pięknych - Malschule)
W 1874 roku na wystawie Towarzystwa Zachęty Sztuk Pięknych zadebiutował obrazem Zielone Świątki. Praca zebrała bardzo dobre recenzje, a Towarzystwo zdecydowało się zakupić obraz oraz ufundować stypendium dla malarza, które umożliwiło mu kontynuowanie studiów zagranicznych do 1875 roku.
Po powrocie z Niemiec, w 1877 roku, Piechowski ożenił się z Aleksandrą Olszewską i osiadł w rodzinnym Nosarzewie, gdzie mieszkał do 1892 roku. Wówczas to powstały prace o tematyce sakralnej oraz obyczajowej, ukazujące życie na wsi.
W 1879 roku artysta został członkiem rzeczywistym Towarzystwa Zachęty. Korzystając z posagu żony przeniósł się do Warszawy, gdzie w latach 1880–1882 prowadził zakład fotograficzny, w 1881 roku otrzymując tytuł fotografa Towarzystwa. Przedsięwzięcie to nie przyniosło jednak oczekiwanego zysku, co zmusiło Piechowskiego do powrotu na wieś. Wówczas to powstało wiele prac, ukazujących sceny z życia wsi, wśród nich obraz Droga i życie nasze, uhonorowany srebrnym medalem na wystawie sztuki w Berlinie w 1891 roku oraz brązowymi medalami na wystawach w Paryżu (1889), Chicago (1892–1894) oraz San Francisco (1894). Uzyskane w związku z medalami honoraria na krótki okres poprawiły sytuację finansową artysty. Od 1894 roku dzierżawił wieś Ręczno.
Wobec kolejnych trudności oraz niechęci do zajęć gospodarczych, Wojciech Piechowski w latach 1895–1896 przebywał u Józefa Chełmońskiego w Kuklówce. Po powrocie do Ręczna powrócił do pracy twórczej. Wówczas namalował m.in. obraz Rezurekcja, uhonorowany srebrnym medalem na wystawie sztuki w Paryżu w 1900 roku. Wiele też podróżował, wyjeżdżając m.in. na Litwę i Ukrainę, gdzie również tworzył. Jego ostatnia praca − Puszczyk (element nieukończonego cyklu Twardowski) − powstała w 1907 roku, podczas pobytu w Warszawie, gdzie zamieszkał u rzeźbiarza Piusa Welońskiego.
Po wygaśnięcia dzierżawy Ręczna, artysta dzierżawił kolejno wsie Proszkowo i Zaręby. W 1910 zakończyła się dzierżawa w Zarębach. Wobec trudności finansowych i rodzinnych Wojciech Piechowski postanowił przenieść się do majątku hrabiego Dangla w Skłótach koło Kutna, gdzie miał objąć posadę nauczyciela rysunku jego dzieci.
Zginął 13 listopada 1911 r. w wypadku drogowym jadąc na nowe miejsce zamieszkania i pracy, przygnieciony bryczką przewróconą przez spłoszone konie niedaleko Skłót. Pochowany został 16 listopada 1911 r. na cmentarzu parafialnym w Nowem, co opisał Aleksy Rżewski w eseju „Zgrzyty”.